# 피에타스

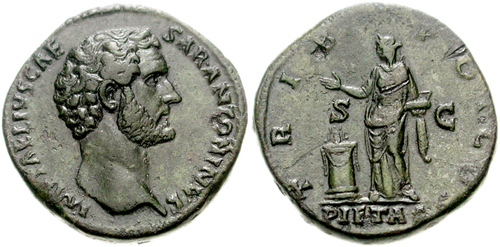
안토니누스 피우스의 덕으로 피에타스

피에타스 (Pietas)는 "의무" 또는 "종교성", 로 번역되며, 또는"종교적인 행위", "충성", "헌신", 또는"효"로 번역된다. 그것은 고대 로마인들 가운데서 주된 덕들 가운데 하나였다.로마의 창립 영웅인 아이네이아스의 주된 덕목이었다. 베르길리우스의 작품 아이네이스에서 형용사 경건(pius "religious" )을 붙여졌다. 이말은 로마의 동전 그림 여신들에게 신적 성품으로 경건이 새겨지게 되었다. 그리스어는 동일한 의미로 유세비아(eusebeia, εὐσέβεια)이다.
마르쿠스 툴리우스 키케로는 경건이라는 단어를 국가나 부모 또는 친척들에게 의무를 하도록 훈계하는 덕으로 정의한다.

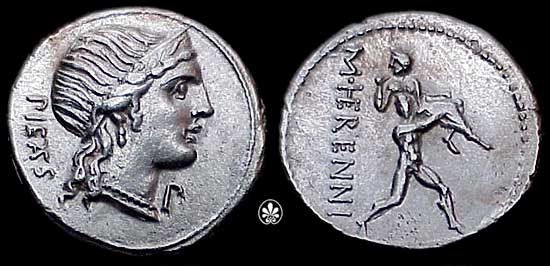
히레니우스의 데나리우스, 피에타스의 모습과 행위

## 여신

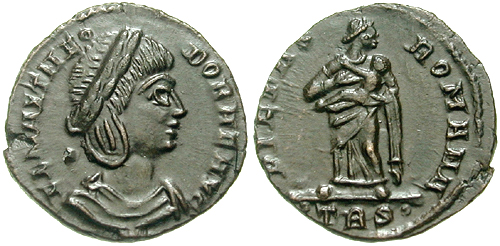
앞면에는 플라비아 막시미아나 테오도라, 뒷면에는 아이를 품고 있는 피에타스.

피에타스는 일상속의 신적 존재로 인간들이 신들의 세계에 침범할 수 없다는 것을 경고하는 존재였다. 피에타스를 위반하는 행위는 속죄의 의식인 '피아쿨룸'을 요구했다.
한 피에타스 신전은 기원전 191년의 테르모필라이 전투 당시에 마니우스 아킬리우스 글라브리오가 바친(보툼) 것이었다.
한 전설에 따르면 (미라쿨룸), 감옥에 있던 한 빈곤한 여인이 딸의 모유를 먹고 목숨을 구했다 (카리타 로마나와 참조). 이 사실이 드러나자, 딸은 처벌받지 않고 '피에타스' 행위로 인정받았다고 한다. 또한 어머니와 딸은 풀려나게 되었고, 생애 내내 사람들의 지원을 받았다고 한다. 이 장소는 여신 피에타스 (consecratus deae)의 성지로 여겨졌는데 그녀가 그곳에서 자신의 존재를 드러내기로 선택했다고 여겨졌기 때문이었다. 이 이야기는 부모에게 보여주어야 할 참된 헌신인 pietas erga parentes에 대한 예시를 보여준다.

## 같이 보기
- 경건주의
- 효
- 종교
- 신앙